# 港鐵感謝日
港鐵感謝日（英語：MTR Thank You Day）為港鐵公司因應可加可減機制隨著2023年有所修訂，此優惠將作為票價調整機制中，「服務表現回贈」下撥出的指定款額將會用以提供票價優惠項目（即在特定星期六及／或星期日讓乘客可以半價乘車），港鐵需適時提供此優惠以緩解加幅，減低對市民的影響。2024年優惠期暫定為2月24日，並且將會每年按情況推出。於特定優惠日子內，乘客使用八達通或車票二維碼乘坐港鐵（重鐵路線，包括往來羅湖站及落馬洲站之車程，惟不包括機場快綫及東鐵綫頭等額外費）、輕鐵或港鐵巴士，每程即獲半價車費回贈優惠。

## 提供優惠的時機
於2023年，政府與港鐵完成票價調整機制檢討，新機制下，港鐵將需依公司的服務表現，撥出相應金額作優惠。
港鐵公司營運的服務當中，如果有31分鐘或以上的延誤，而延誤是因為港鐵營運過程所導致，港鐵公司需撥出款項，透過本優惠回饋乘客。所撥出款項如下：
| 延誤時間             | 撥出金額 |
| -------------------- | -------- |
| 31–60 分鐘           | $100萬   |
| 61–120 分鐘          | $200萬   |
| 121–180 分鐘         | $300萬   |
| 181–240分鐘          | $800萬   |
| 4 小時後額外的每小時 | $400萬   |

繁忙時間（星期一至五早上8-9時及傍晚6-7時，上述罰則增加20%）
每宗意外之上限為4,000萬，即延誤12小時。
當去年「服務表現回贈」帳戶累積每滿2,500萬，需安排一天定為「感謝日」。

### 實際優惠安排
2023年，此優惠安排生效，安排如下：
- 因應港鐵公司在2022年的服務表現，需撥出$1億作優惠

於2023年3月21日，港鐵宣佈於同年4月8及9日，以及5月13及14日推出優惠。由於四天優惠有剩餘金額，8月19日再推出優惠。
2024年，此優惠安排生效，安排如下：
- 因應港鐵公司在2023年的服務表現，需撥出$2,500萬作優惠

於2024年2月8日，港鐵宣佈於同年2月24日推出優惠。
2025年，此優惠安排生效，安排如下：
- 因應港鐵公司在2024年及2025年一至五月的服務表現，需撥出$2,500萬作優惠

於2025年6月2日，港鐵宣佈於同年7月13日推出優惠。

## 優惠方式
乘客於上述指定日子，使用八達通或車票二維碼付費乘搭港鐵重鐵路線（包括往來羅湖站及落馬洲站之車程，惟不包括機場快綫及東鐵綫頭等額外費，而機場員工優惠車費則適用）、輕鐵及港鐵巴士，每程即自動獲得半價車費回贈優惠（下稱：半價優惠）。合資格車程為需付費車程。
簡單來說，所有車程，可獲優惠，但受下列條件限制。

### 條件

#### 一般條件
- 機場快綫（機場員工優惠車費除外）及港鐵接駁巴士（接駁大埔墟站）並不包括於計劃內；而輕鐵及港鐵巴士亦不適用於車票二維碼。
- 半價優惠按車站車費表列明的車費計算折扣（特別註明除外），若折扣金額尾數少於一角，亦以一角計算。
- 同站出入並有車費扣減者（包括同站出入超過20分鐘者（長者／合資格殘疾人士使用八達通除外）而支付$10附加費（小童／合資格學生使用八達通，以及小童／長者使用車票二維碼則為$5））屬合資格車程。
- 頭等額外費與半價優惠分開計算，先計算一般車資的半價優惠，再加上沒有折扣的頭等額外費。
- 此優惠不適用於感應式信用卡／扣帳卡。

#### 條件只適用於八達通
- 其他優惠（例如輕鐵／港鐵巴士免費轉乘、小巴／巴士轉乘、港鐵特惠站、長者及合資格殘疾人士公共交通票價優惠計劃、「全月通加強版」、機場員工優惠車費、羅湖／落馬洲特價核准車費等）可與半價優惠同時使用。
  - 如該程車費經扣除所有折扣後，車費為$0，半價優惠將不適用。
  - 如該程車費經扣除所有折扣後仍需付費，則先按原本應付車資（即車站所展示的車資，如該車程為「全月通加強版」之連接車程、長者及合資格殘疾人士公共交通票價優惠計劃、機場員工優惠車費或羅湖／落馬洲特價核准車費之優惠車程，將以「全月通加強版」的連接車程、長者／殘疾人士$2或機場員工優惠車費的車費計算「原本應付車資」）計算半價優惠，再扣減其他優惠。如果半價優惠後減去其他優惠車費低於或等於$0，該車程可免費乘車，但剩餘折扣額則不獲退還；如果半價優惠後減去其他優惠車費仍需付款，則收取餘款。
- 經尖沙咀站及尖東站轉綫，作兩程合資格車程計算（除非轉綫後第二程車費為$0／退回車資），但仍然為一程車程計算總收費。兩段車程將獨立按半價優惠優惠計算，但按照車站車費表所列車資，並非差額車資計算。
- 乘搭輕鐵時須有入站及出站記錄，並須120分鐘內完成之車程方為合資格車程；若於輕鐵出站收費器退回入站時多付的車費後，其實際支付車費為$0，則不屬合資格車程。
- 乘搭港鐵巴士K52A綫全程收費（即往來曾咀之車程），作兩段合資格車程計算，但仍然為一程車程計算總收費。兩段車程將獨立按半價優惠計算，並非差額車資計算。
- 「全月通加強版」使用者出閘時無需扣除額外車資（即出閘機顯示車費為$0）或只收取頭等額外費，則為不合資格車程。
- 「全月通加強版」以扣除有關優惠後的應付車費計算，惟折扣額並未包括輕鐵／港鐵巴士免費轉乘、各項轉乘優惠、港鐵特惠站等。
- 在「長者日」（即每年11月第三個星期日）及「國際復康日」（即每年11/12月其中一個星期日）當日，長者使用長者或個人八達通及合資格殘疾人士使用「殘疾人士身分」個人八達通可分別享有免費乘車優惠，因此當日長者及合資格殘疾人士之免費車程或東鐵綫頭等額外費並不屬合資格車程。

## 外部連結
- （繁體中文）港鐵 - 感謝日 車費半價優惠 （页面存档备份，存于）